# Rușor, Hunedoara
Rușor este un sat în comuna Pui din județul Hunedoara, Transilvania, România. Se află în partea de sud a județului, în Depresiunea Hațeg.